# Insurrection de Sejny
 (signalé en mai 2025).
Si vous disposez d'ouvrages ou d'articles de référence ou si vous connaissez des sites web de qualité traitant du thème abordé ici, merci de compléter l'article en donnant les références utiles à sa vérifiabilité et en les liant à la section « Notes et références ».
- Archive Wikiwix
- Bing
- Cairn
- DuckDuckGo
- E. Universalis
- Gallica
- Google
- G. Books
- G. News
- G. Scholar
- Persée
- Qwant
- (zh) Baidu
- (ru) Yandex
- (wd) trouver des œuvres sur Wikidata

L'insurrection de Sejny (en polonais: Powstanie sejneńskie) se réfère à un soulèvement des forces irrégulières polonaises, plus tard aidées par l'armée régulière polonaise, dans la région de Sejny (en lituanien: Seinai), contre les autorités lituaniennes. 
Pendant la Première Guerre mondiale, la région a été occupée par l'Allemagne. Après la défaite de celle-ci, Polonais et Lituaniens rivalisent pour le contrôle de la ville. Le soulèvement a eu lieu immédiatement après le départ des autorités allemandes. 
L'action débute le 23 août 1919 et le 9 septembre 1919 les forces polonais sécurisent la région. La ville change plusieurs fois de mains au cours de l'année suivante. Sejny passe sous contrôle polonais à partir de 1920. 
L'insurrection fait partie d'une série de conflits ethniques qui opposent la Pologne et la Lituanie au cours du XXe siècle. La Société des Nations et la Conférence de paix de Paris tentera de mettre fin à ces conflits.
Le soulèvement vient contrarier les plans du leader polonais Józef Piłsudski, qui avait planifié un coup d'État en Lituanie afin d'établir un gouvernement favorable à son projet de Fédération Międzymorze. Le déclenchement inopiné des hostilités qui affecte les relations entre la Pologne et la Lituanie, et les activités des services de renseignements polonais, finissent par attirer l'attention de la police lituanienne, qui empêche le coup d'État.

## Source de la traduction
- (en) Cet article est partiellement ou en totalité issu de l’article de Wikipédia en anglais intitulé « Sejny Uprising » (voir la liste des auteurs).